# Hrabstwo Lincoln (Wyoming)
Hrabstwo Lincoln (ang. Lincoln County) – hrabstwo w stanie Wyoming w Stanach Zjednoczonych. Obszar całkowity hrabstwa obejmuje powierzchnię 4089,01 mil² (10 590,49 km²). Według szacunków United States Census Bureau w roku 2009 miało 16 995 mieszkańców. Jego siedzibą administracyjną jest Kemmerer.
Hrabstwo powstało w 1911 roku. Jego nazwa pochodzi od nazwiska prezydenta USA Abrahama Lincolna.

## Miasta
- Afton
- Alpine
- Cokeville
- Diamondville
- Kemmerer
- La Barge
- Opal
- Star Valley Ranch
- Thayne

## CDP
- Alpine Northeast
- Alpine Northwest
- Auburn
- Bedford
- Etna
- Fairview
- Fontenelle
- Grover
- Nordic
- Oakley
- Osmond
- Smoot
- Taylor
- Turnerville